# Karl Otto Hy
Karl Otto Hy  (* 28. Oktober 1904 in Rüdesheim am Rhein; † 5. April 1992 in Wiesbaden) war ein deutscher Architekt, Maler, Werbegrafiker und Zeichner.

## Leben
Karl Otto Hy wuchs in der Drosselgasse in Rüdesheim am Rhein auf. 1911 verzog seine Familie nach Wiesbaden. Hy besuchte Schulen in Heidelberg und Wiesbaden. 1916 bis 1918 erhielt er seinen ersten Kunstunterricht in der privaten Malschule von Hermann Bouffier in Wiesbaden. Daneben besuchte er auch das Atelier von Kaspar Kögler. Nach dem Ersten Weltkrieg hatte Hy anfangs den Wunsch Schlosser zu werden, da es in diesem Berufszweig jedoch keine freien Lehrstellen gab, begann er eine Ausbildung als Dekorationsmaler.
In der Folgezeit besuchte er von 1925 bis 1929 die Kunstgewerbeschulen in Mainz und Wiesbaden. Seine damaligen Lehrer waren unter anderem Hans Christiansen, Otto Fischer-Trachau und Otto Arpke. Zusammen mit Fischer-Trachau war er an der Bebauung des Rheingauviertels beteiligt. Neben seinem Studium arbeitete Hy bei dem Wiesbadener Architekten Johann Wilhelm Lehr. Ab 1930 war er vornehmlich als Werbegrafiker freischaffend tätig. Zu seinen damaligen Kunden zählten unter anderem Reklamefirmen, Kaufhäuser, Brauereien und Hotels. Neben seiner Tätigkeit als Werbegrafiker begann Hy auch als Architekt zu arbeiten.
In dieser Zeit fand er Anschluss an andere Künstler aus Wiesbaden wie beispielsweise Ernst Wolff-Malm, Edmund Fabry, Willy Mulot, Paul Dahlen, Alexej von Jawlensky. Von 1934 bis 1939 arbeitete Hy zudem zusammen mit Edmund Fabry an Architekturaufträgen. Neben privaten Aufträgen erhielt er auch Aufträge der öffentlichen Hand.
1942 wurde Hy zur Wehrmacht eingezogen und geriet in sowjetische Kriegsgefangenschaft. Auch während seiner Gefangenschaft in Mittelsibirien war Hy in seinem erlernten Beruf tätig und "[baute] Magazine, Heizungssysteme und Wohnsiedlungen."
1948 kehrte er aus der Gefangenschaft zurück und traf zuerst in Pforzheim ein. Von dort aus kehrte er nach Wiesbaden zurück und nahm seine Tätigkeit als Architekt wieder auf. Zwischen 1949 und 1956 beauftragte ihn Stadtbaurat Eberhard Finsterwalder mit der Restaurierung und Neugestaltung von öffentlichen Innenräumen. So war er unter anderem beteiligt an Arbeiten bei dem Hessischen Staatstheater, der Kaiser-Friedrich-Therme, der Trauerhalle am Südfriedhof und dem Sitzungssaal des Magistrats in Wiesbaden.
1962 verzog Hy nach Georgenborn und war fortan dort ansässig und tätig.
Neben seiner Arbeit als Werbegrafiker und Architekt war Hy bis ins hohe Alter auch künstlerisch tätig. Es entstanden Zeichnungen, Aquarelle und Gemälde. Hy malte Landschaften, Stadtansichten, Porträts, Stillleben und Abstraktionen. Wobei besonders seine kühlen, neusachlichen Wiesbadener Stadtansichten überaus fein und detailliert gemalte Werke sind, die den Blick des Architekten erkennen lassen.

## Mitgliedschaften
Karl Otto Hy war Mitglied des Rings Bildender Künstler Wiesbaden. Ab 1978 war er dessen Vorsitzender.

## Gruppenausstellungen (Auswahl)
- 1938: „Kunstausstellung in Frankfurt am Main, der Stadt des Deutschen Handwerks“, Städelsches Kunstinstitut, Frankfurt a. M.
- 1980: „Wiesbadener Künstler aus 3 Generationen“, Museum Wiesbaden, Wiesbaden und Stadthaus, Klagenfurt
- 1987: Ausstellung zusammen mit Franz Ruzicka, Nassauischer Kunstverein, Wiesbaden
- 2014: „Landschaftsbilder – ein Zwischenreich von Natur und Zivilisation aus Imagination und Realität“, Kunstarche Wiesbaden e.V., Wiesbaden
- 2018/19: „Magic Realism. Art in Weimar Germany: 1919–1933“, Tate Modern, London
- 2022: „Face to face – Porträts aus der Sammlung Frank Brabant & Gäste“, Haus Opherdicke, Holzwickede

## Ankäufe
Werke befinden sich u. a. in der Sammlung Frank Brabant ("Anna", Öl, 1932 und 'Flusslandschaft', Mischtechnik, 1931), im Besitz der Stadt Wiesbaden („Frühling“, Öl, 1957), des Museums Wiesbaden (u. a. „Die Kaiserstraße in Wiesbaden“, Öl, 1934), der Ortsverwaltung Wiesbaden-Dotzheim („Blick vom Neroberg über Wiesbaden“, Öl).